# Fernando Coimbra
Pour les articles homonymes, voir Coimbra et Coimbra (homonymie).
Fernando Coimbra, né en 1976 à Ribeirão Preto (Brésil), est un réalisateur et scénariste brésilien, également monteur.
Il est connu pour avoir réalisé Un loup derrière la porte (O Lobo Atrás da Porta, 2013) et Sand Castle (2017). Pour le premier film, Coimbra a été nommé pour le prix Directors Guild of America de la meilleure réalisation pour un premier long métrage en 2015.

## Biographie
Fernando Coimbra étudie le cinéma à l'Escola de Comunicações e Artes da Universidade de São Paulo (pt) (ECA-USP), où il obtient son diplôme en 1999.
Il commence sa carrière en réalisant des courts métrages, dont Trópico das Cabras (2007), A Garrafa do Diabo (2009) et Magnífica Desolação (2010),.
En 2013, il réalise son premier long métrage, le thriller O Lobo Behind the Door, pour lequel il remporte le Grand Prix du cinéma brésilien 2015 (meilleur long métrage de fiction ; meilleure actrice pour Leandra Leal ; meilleure actrice dans un second rôle pour Thalita Carauta ; meilleure réalisation, pour Fernando Coimbra ; meilleur scénario original, pour Fernando Coimbra ; meilleure photographie, pour Lula Carvalho ; meilleur montage de fiction pour Karen Akerman). Il reçoit également le prix Horizontes dans la catégorie Horizontes Latinos au Festival international du film de San Sebastián le prix Mayahuel du meilleur réalisateur au Festival international du film de Guadalajara en 2014. Il est également nommé pour un Directors Guild of America Award du meilleur réalisateur d'un premier long métrage,. en 2014, il est le gagnant du 31e Festival international du film de Miami et reçoit le Premier prix Coral, dans la section Opera Prima (dédiée aux premiers longs métrages de ses réalisateurs) du 35e Festival de La Havane, à Cuba.
En 2015, il réalise deux épisodes de la première saison de la série télévisée Narcos.
En janvier 2017, son projet Os enforcados (Le Pendu) figurait parmi les quatre lauréats du Sundance Institute Global Filmmaking Award, un prix destiné à soutenir la réalisation de projets de nouveaux cinéastes indépendants. Os enforcados est une comédie noire qui se déroule dans la ville de Rio de Janeiro, dans le monde clandestin du Jogo do bicho. Le scénario du film avait déjà été sélectionné en 2015, avec quatorze autres projets, lors des Directors and Screenwriters Labs, un programme de résidence artistique parrainé par le Sundance Institute, dans le but de soutenir les réalisateurs et scénaristes émergents,,.
Toujours en 2017, sort son premier film en anglais, Sand Castle, sur l'occupation de l'Irak par les États-Unis. Au casting, Henry Cavill et Nicholas Hoult. Le film est distribué par Netflix,.
En 2019, il commence à travailler sur une énième production nord-américaine, Girl Named Sue, avec Shailene Woodley dans le rôle-titre,.

## Filmographie partielle

### Au cinéma
- 1996 : O Retrato de Deus Quando Jovem (court métrage, également scénariste et monteur)
- 2007 :  Trópico das Cabras (court métrage, également scénariste)
- 2009 : O Rim de Napoleão (court métrage, également scénariste et monteur)
- 2009 :  A Garrafa do Diabo  (court métrage, également scénariste)
- 2010 : Magnífica Desolação (court métrage)
- 2011 : Tempestade (court métrage, uniquement monteur)
- 2013 : Un loup derrière la porte (O Lobo Atrás da Porta, également scénariste)
- 2015 : Aqui Deste Lugar (également scénariste)
- 2015 : Tudo Por Amor ao Cinema (uniquement monteur)
- 2017 : Sand Castle
- Possession: A Love Story  (en pré-production)

### À la télévision
- 2015-2017 : Narcos (série télévisée, 4 épisodes)
- 2017 : O Homem da Sua Vida (série télévisée, 13 épisodes)
- 2017 : Outcast (série télévisée, 1 épisode)
- 2018 : Terrores Urbanos (pt) (série télévisée, 2 épisodes, également scénariste d'un épisode)
- 2019 : What/If (mini-série télévisée, 1 épisode)
- 2023 : Perry Mason (série télévisée, 2 épisodes)

## Récompenses et distinctions
- (en) Fernando Coimbra: Awards, sur l'Internet Movie Database